# Friedrich Drake

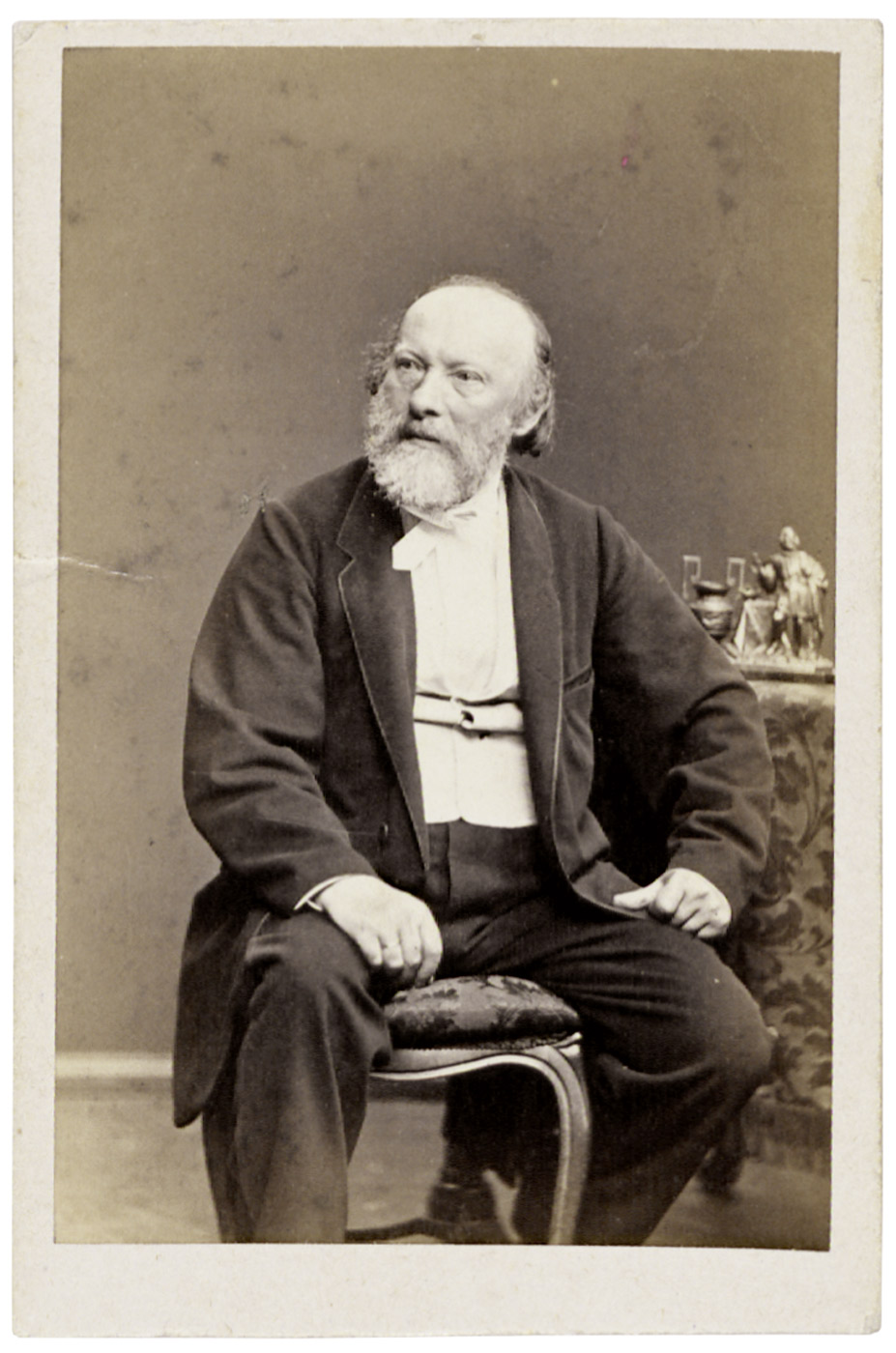
Friedrich Drake (Fotografie, 1860er Jahre)

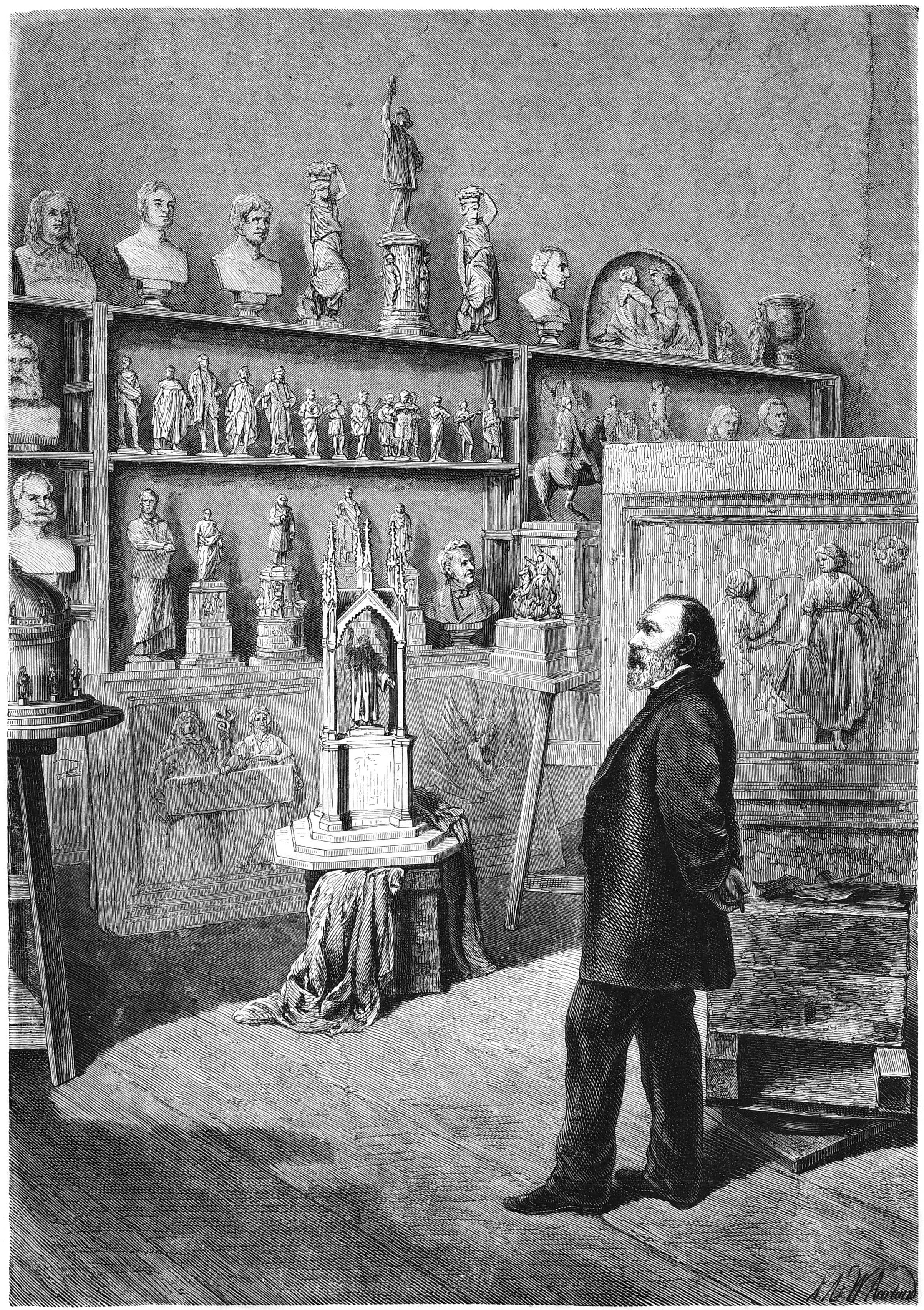
Friedrich Drake in seinem Atelier, Illustration in der Gartenlaube, 1869

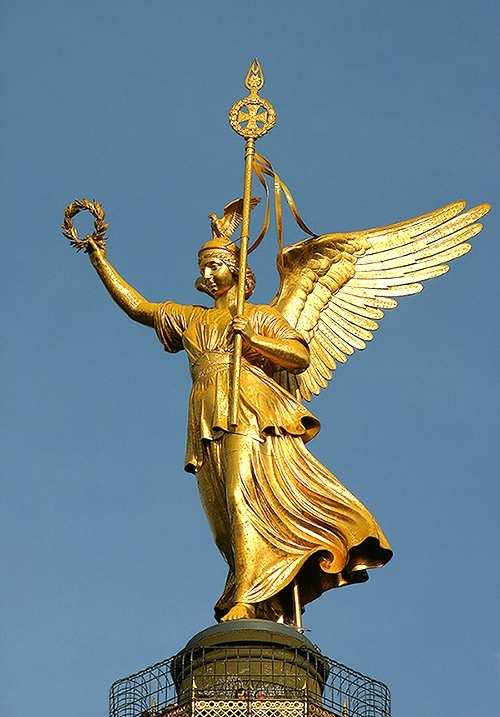
Viktoria auf der Berliner Siegessäule

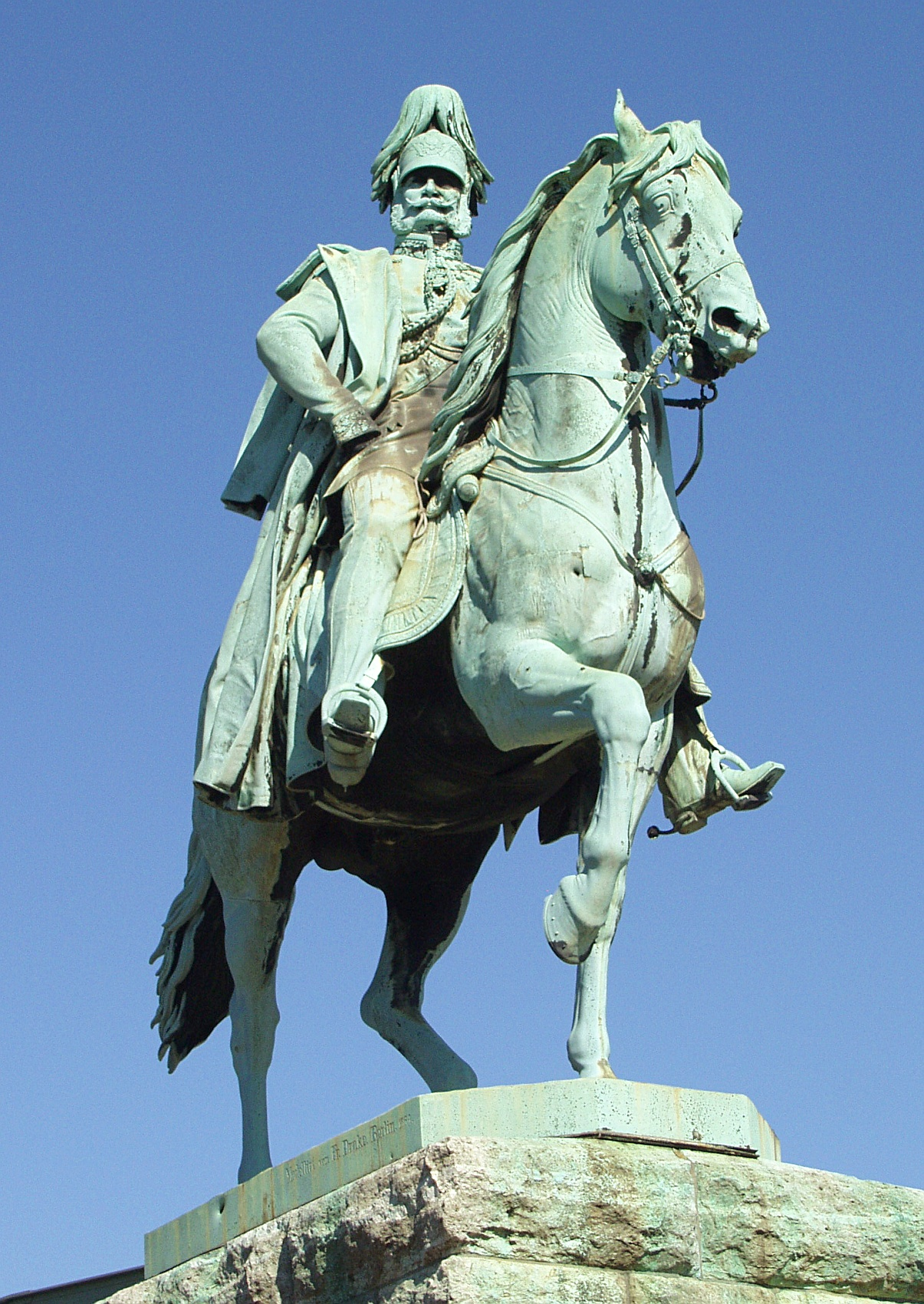
Wilhelm I., Hohenzollernbrücke Köln

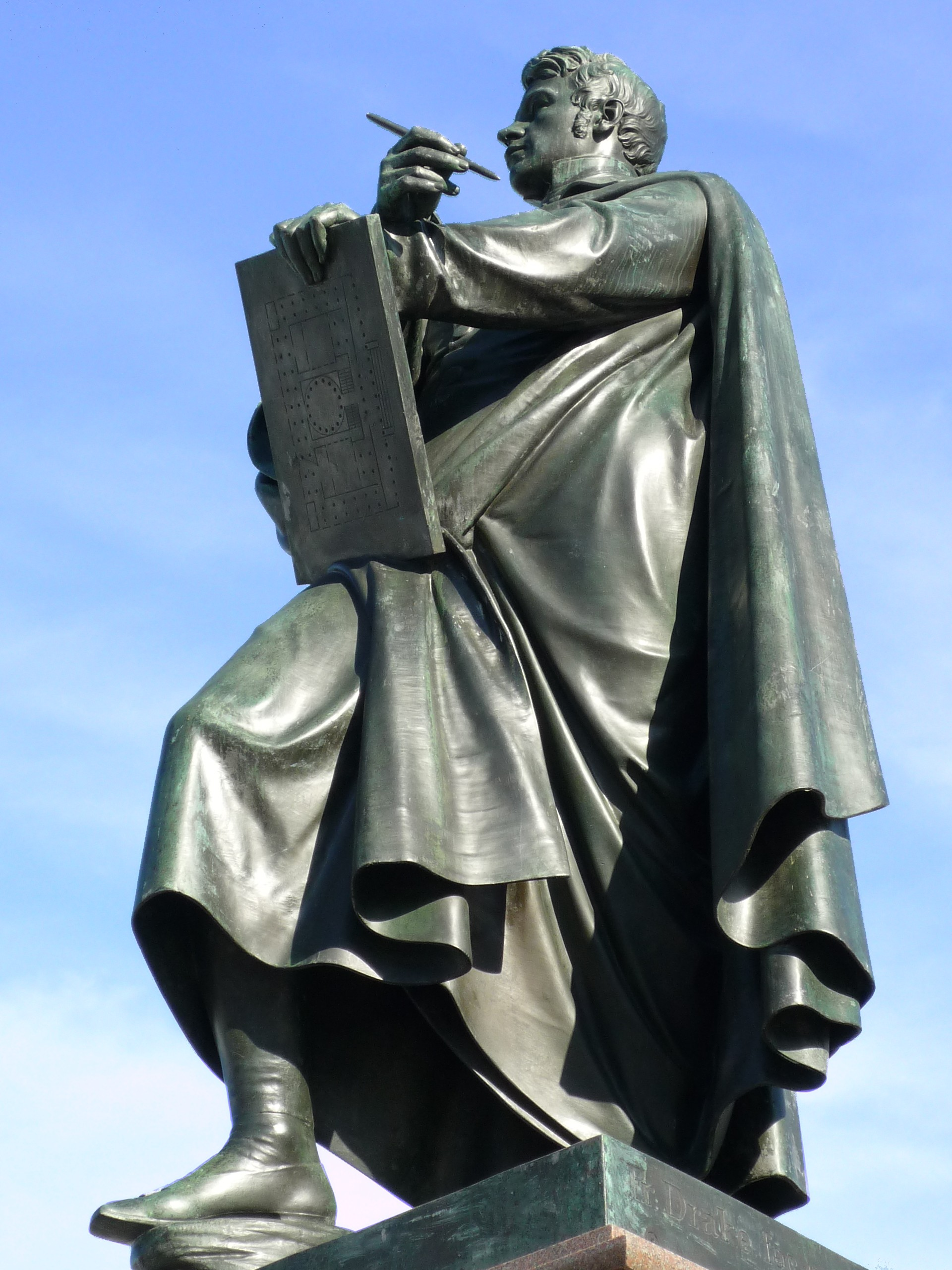
Denkmal für Karl Friedrich Schinkel auf dem Schinkelplatz in Berlin

Friedrich Drake (* 23. Juni 1805 in Pyrmont; † 6. April 1882 in Berlin; vollständiger Name Johann Friedrich Drake) war ein deutscher Bildhauer, ein Schüler von Christian Daniel Rauch und ein hervorragender Vertreter der Berliner Bildhauerschule. Sein bekanntestes Werk ist die Viktoria auf der Berliner Siegessäule.

## Leben und Werk
Friedrich Drake war der Sohn eines Mechanikers, begann eine Lehre als Drechsler in Minden und arbeitete dann zunächst in der väterlichen Werkstatt. Nachdem er 22-jährig zum Militärdienst einberufen worden war, wurde er durch einen ihm unbekannten Fürsprecher vor der Einberufung bewahrt. Parallel zu seinem Handwerk hatte er „zu meiner Unterhaltung“ verschiedene fremde Plastiken kopiert, „welche Beifall und Absatz fanden.“ Ein Verwandter von Christian Daniel Rauch vermittelte Drake schließlich die Aufnahme in Rauchs Atelier in Berlin. Dazu schrieb er:

„Im Atelier des Herrn Professor Rauch begann ich mein Studium und nahm gleichzeitig in der Königlichen Akademie der Künste, an der Modellier-Übung nach dem lebenden Modell Theil, sowie mich nach einiger Zeit der Professor Rauch auch zur Hilfe bei seinen Arbeiten gebrauchte.“

Als eigene Arbeiten entstanden eine Madonna (1829, das einzige religiöse Werk Drakes), ein Relief nach Goethes 5. Elegie (1832) und sein erster Großauftrag, „eine colossale Statue Justus Mösers für die Stadt Osnabrück“ (1836 aufgestellt). Das Honorar ermöglichte ihm die für viele deutsche Künstler obligatorische Italien-Reise. Mit einem Empfehlungsschreiben Rauchs besuchte er 1836 in Rom den hochberühmten dänischen Kollegen Bertel Thorwaldsen, der (einen Stich nach) Drakes Goethe-Relief gelobt haben soll.
1837 wieder in Berlin wurde er zum Mitglied der Akademie der Künste berufen, richtete sich eine eigene Bildhauer-Werkstatt ein und holte aus Pyrmont seine Brüder Georg und Louis, die ihm als Gehilfen dienten, sowie seine Schwester Karoline, die den Haushalt führte. Als Karoline den Maler Eduard Meyerheim heiratete, heiratete Drake 1843 die Hamburgerin Lisette Schönherr, mit der er sechs Kinder hatte.
1847 wurde Drake zum Königlichen Professor ernannt. Von 1852 bis 1866 ist seine Lehrtätigkeit an der Berliner Akademie bezeugt. Am 31. Mai 1863 wurde er in den preußischen Orden Pour le Mérite für Wissenschaft und Künste aufgenommen, dessen Vizekanzler er am 31. Mai 1879 wurde. Er stellte den Akt und erfand als gelernter Mechaniker ein Gestell, das dem Aktmodell erleichterte, die Stellung zu halten.
Zahlreiche Denkmal-Aufträge beschäftigten die Werkstatt nun voll. Etwa bestellte der preußische König Friedrich Wilhelm IV. das Standbild seines Vaters Friedrich Wilhelm III., das 1849 im Berliner Tiergarten enthüllt wurde und große Zustimmung fand. 1855, zum 400. Geburtstag von Philipp Melanchthon, stellte die Stadt Wittenberg ein Denkmal des Luther-Gefährten neben die Luther-Plastik Johann Gottfried Schadows (von 1821) auf ihren Marktplatz. Und am 4. Juli 1876, zur Hundertjahrfeier der Unabhängigkeitserklärung der USA, wurde in Philadelphia Drakes Standbild des Amerika-Forschers Alexander von Humboldt enthüllt. 1859 ging Drake eine zweite Ehe mit der Gräfin Marie von Waldeck ein, nachdem seine erste Frau nach nur zwölf Ehejahren gestorben war.
Neben den Akademie-Ausstellungen, in denen regelmäßig neue Werke von Drake zur Diskussion gestellt wurden, wurden auch überregionale Ausstellungen mit seinen Plastiken beschickt: 1851 und 1862 die Weltausstellungen in London, 1855 und 1867 die Weltausstellungen in Paris sowie 1858 und 1869 die internationalen Kunstausstellungen in München.
1873 fand die Einweihung der Berliner Siegessäule statt. Drake hatte sie mit einer vergoldeten Bronze-Viktoria bekrönt. Allerdings geriet sofort das Größenverhältnis von Viktoria und Säule in die Kritik. Die 8,32 Meter große „Goldelse“ wurde als zu groß und zu plump für die 50,60 m kleine Säule empfunden. Doch auch nachdem man die Säule 1939 um eine weitere Trommel von 7,50 m vergrößert hatte, kalauerte der Berliner:

„Also von Rauch ist diese Viktoria nicht. – Nee, denn die Siegessäule is ja ooch keen Schornstein.“

## Werk (Auswahl)
- 1834: Büste Christian Daniel Rauch (Drakes Lehrer) für das Albertinum in Dresden
- 1835–1836: Denkmal für Justus Möser in Osnabrück, Große Domsfreiheit
- 1837–1845: zwei Modelle für ein Beethoven-Denkmal in Bonn (verschollen)
- 1841–1849: Denkmal für König Friedrich Wilhelm III. im Berliner Tiergarten, nahe der Luiseninsel
- 1842: Grabdenkmal für Bertha von der Schulenburg geb. von Jagow (1813–1835) in der Dorfkirche von Rühstädt (aus schlesischem Marmor)
- 1852–1855: Melanchthon-Denkmal in Wittenberg, Marktplatz; Modelle der Sandstein-Statuen der Kurfürsten Friedrich der Weise und Johann der Beständige sowie für die musizierenden Bronce-Knaben am Luther-Thesen-Portal der Wittenberger Schlosskirche
- 1853: Figurengruppen Nike bekränzt den Sieger in Berlin-Mitte, Schlossbrücke (aus Carrara-Marmor)
- 1854–1860: Reliefs am Sockel von Rauchs Beuth-Denkmal in Berlin-Mitte, Schinkelplatz
- 1855–1859: Denkmal für Malte von Putbus in Putbus auf Rügen
- 1856–1858: Denkmal des Universitätsgründers Johann Friedrich I. des „Großmütigen“ in Jena, Marktplatz (anlässlich des 300-jährigen Universitätsjubiläums)
- 1858: Vase mit Relieffries Vier Menschenalter als Geschenk an seine Geburtsstadt Bad Pyrmont, Altenauplatz
- 1859–1867: Reiterstandbild des späteren Kaisers Wilhelm I. an der Dombrücke in Köln, 1909 an den Ersatzneubau Hohenzollernbrücke versetzt[5]
- 1860–1869: Schinkel-Denkmal in Berlin-Mitte, Schinkelplatz
- 1864: Kopfstück der Totenmaske der Gräfin Sophie Schwerin geb. Gräfin Dönhoff (1785–1863) in der Gedächtniskapelle des Schlosses Dönhoffstädt, Kreis Rastenburg in Ostpreußen (2013 erhalten)
- 1869–1872: Kriegerdenkmal für Aachen (UNSEREN lN DEN KRIEGEN 1866.1870.1871. GEFALLENEN SOEHNEN, zerstört)
- 1871: Entwurf und Modell zum Taler Preußen auf den Sieg über Frankreich[6]
- 1873: Standbild der Viktoria auf der Berliner Siegessäule in Berlin-Tiergarten (Architektur von Heinrich Strack), 1938 an den Großen Stern versetzt (und dabei um ein Schaft-Segment verlängert)

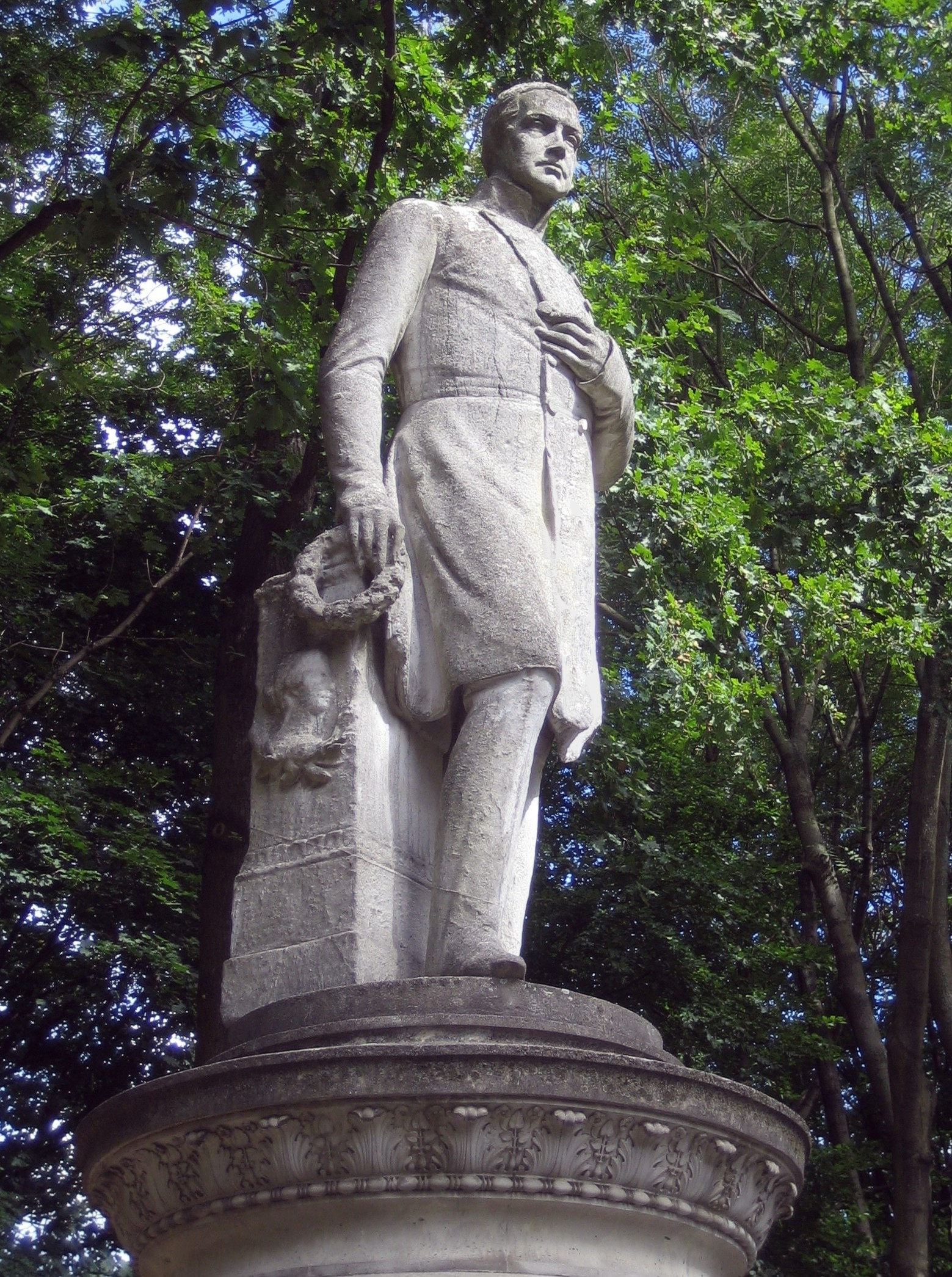
Standbild Friedrich Wilhelms III. im Berliner Tiergarten
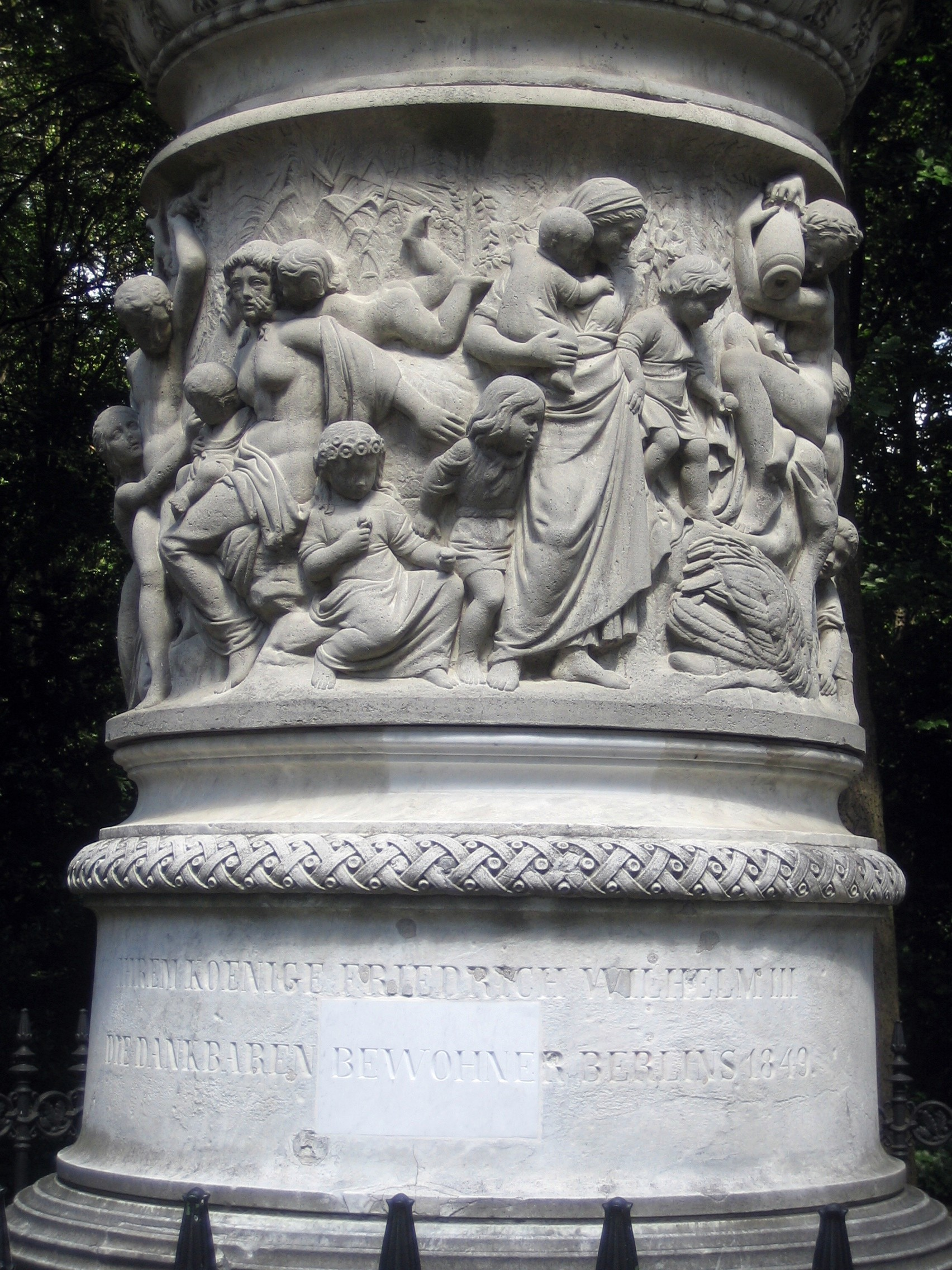
Sockelrelief am Standbild Friedrich Wilhelms III. im Berliner Tiergarten
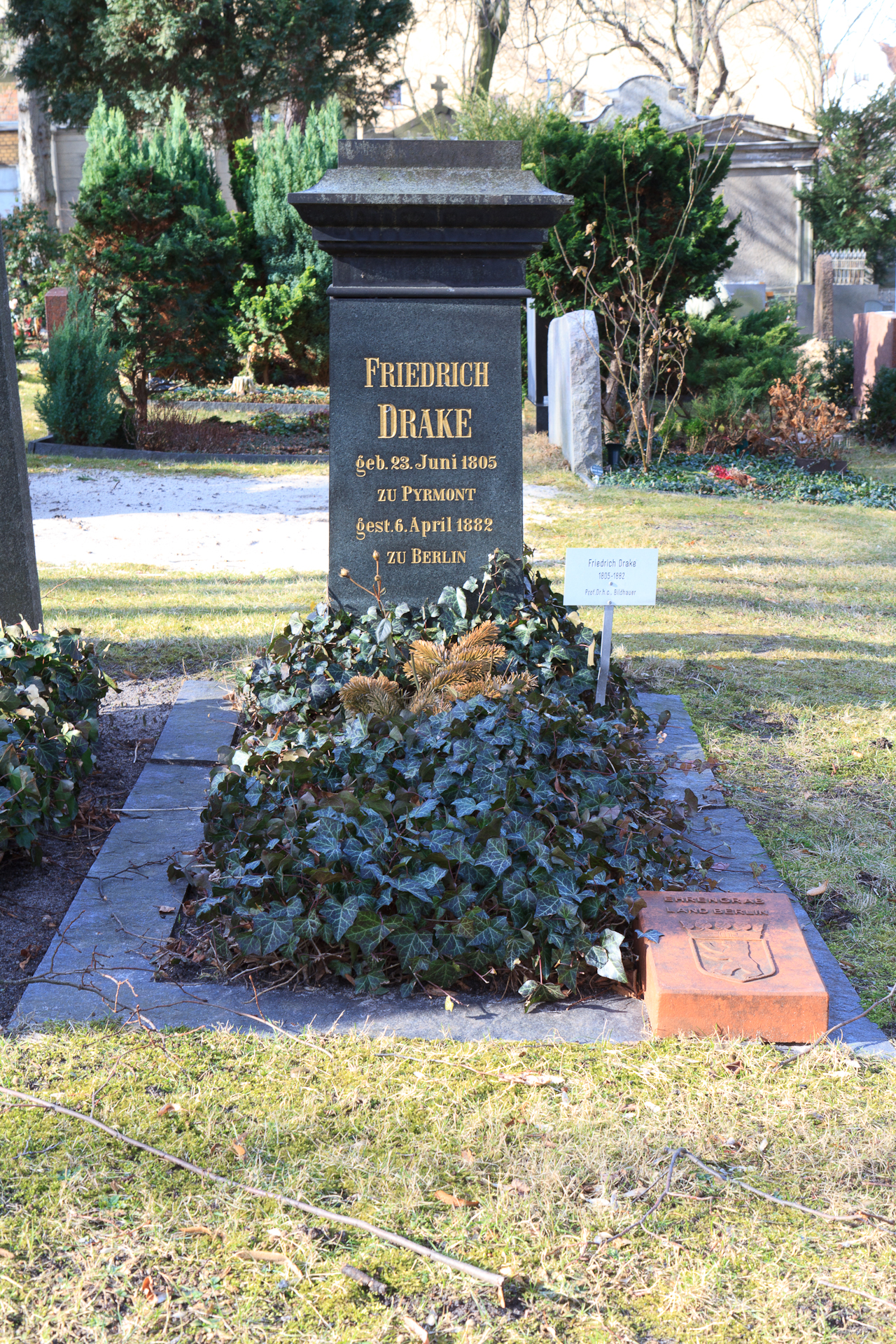
Grab von Friedrich Drake auf dem Alten St.-Matthäus-Kirchhof in Berlin
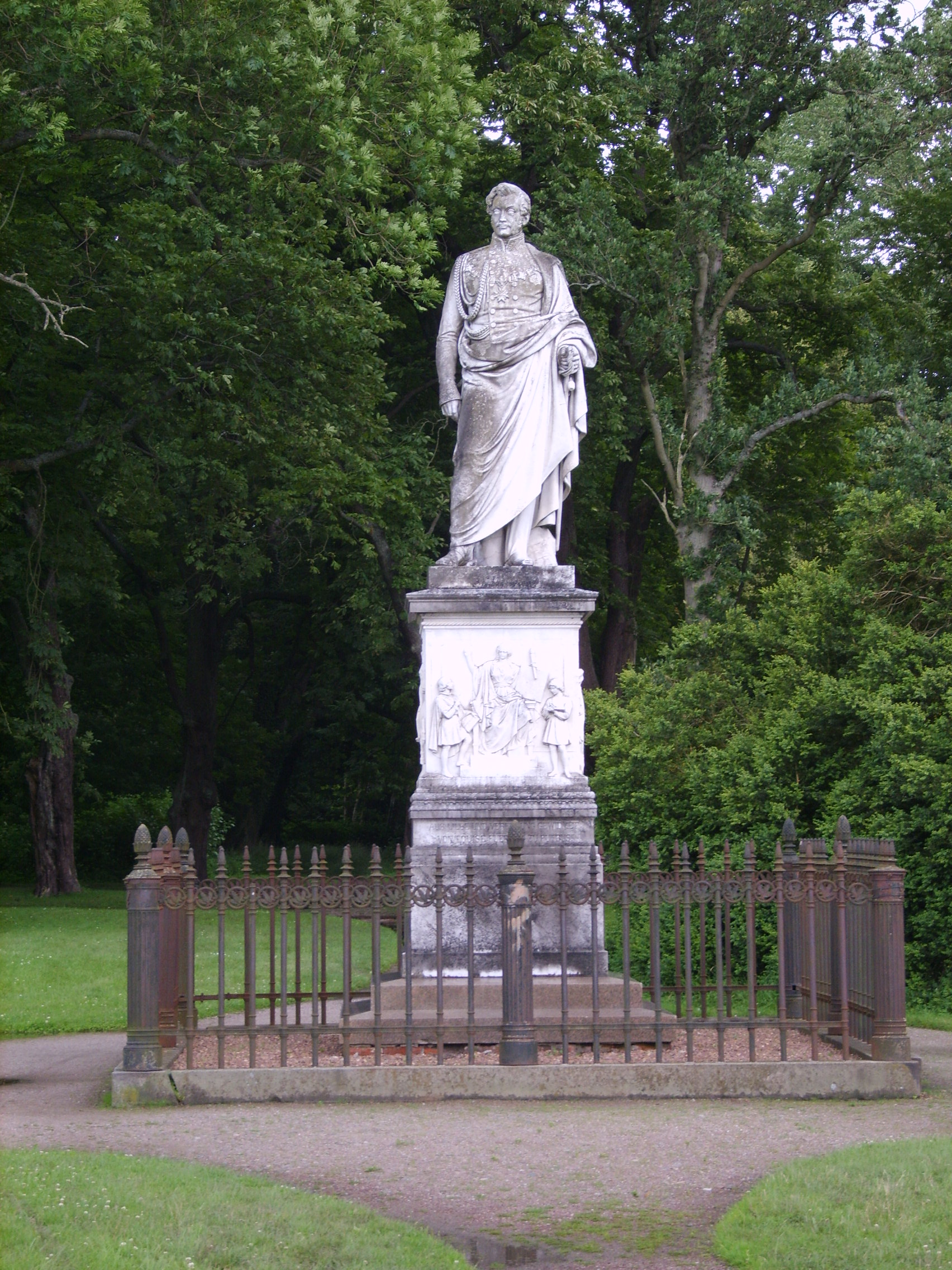
Denkmal für Malte I. von Putbus mit Sockelreliefs
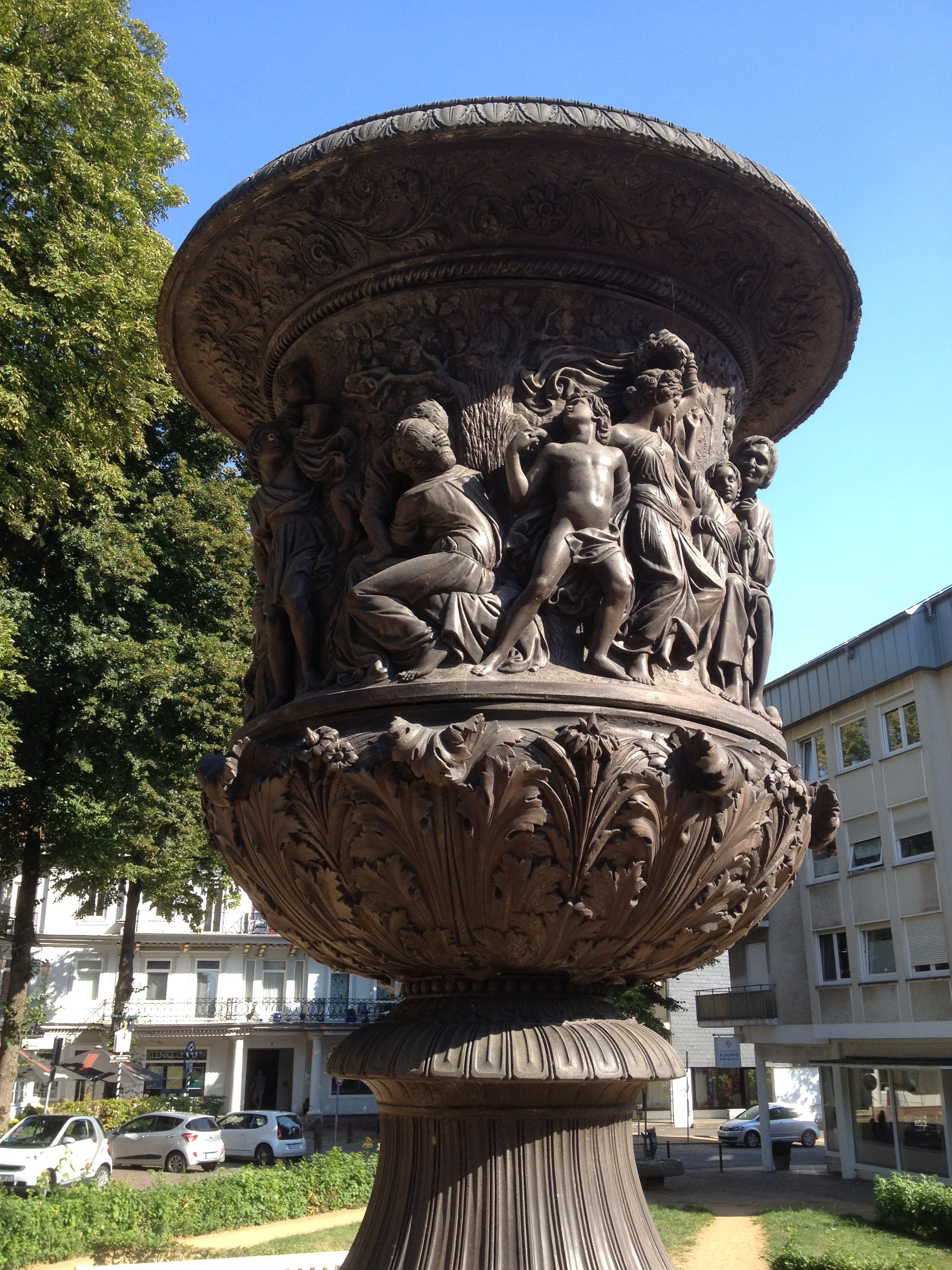
Drake-Vase in Bad Pyrmont
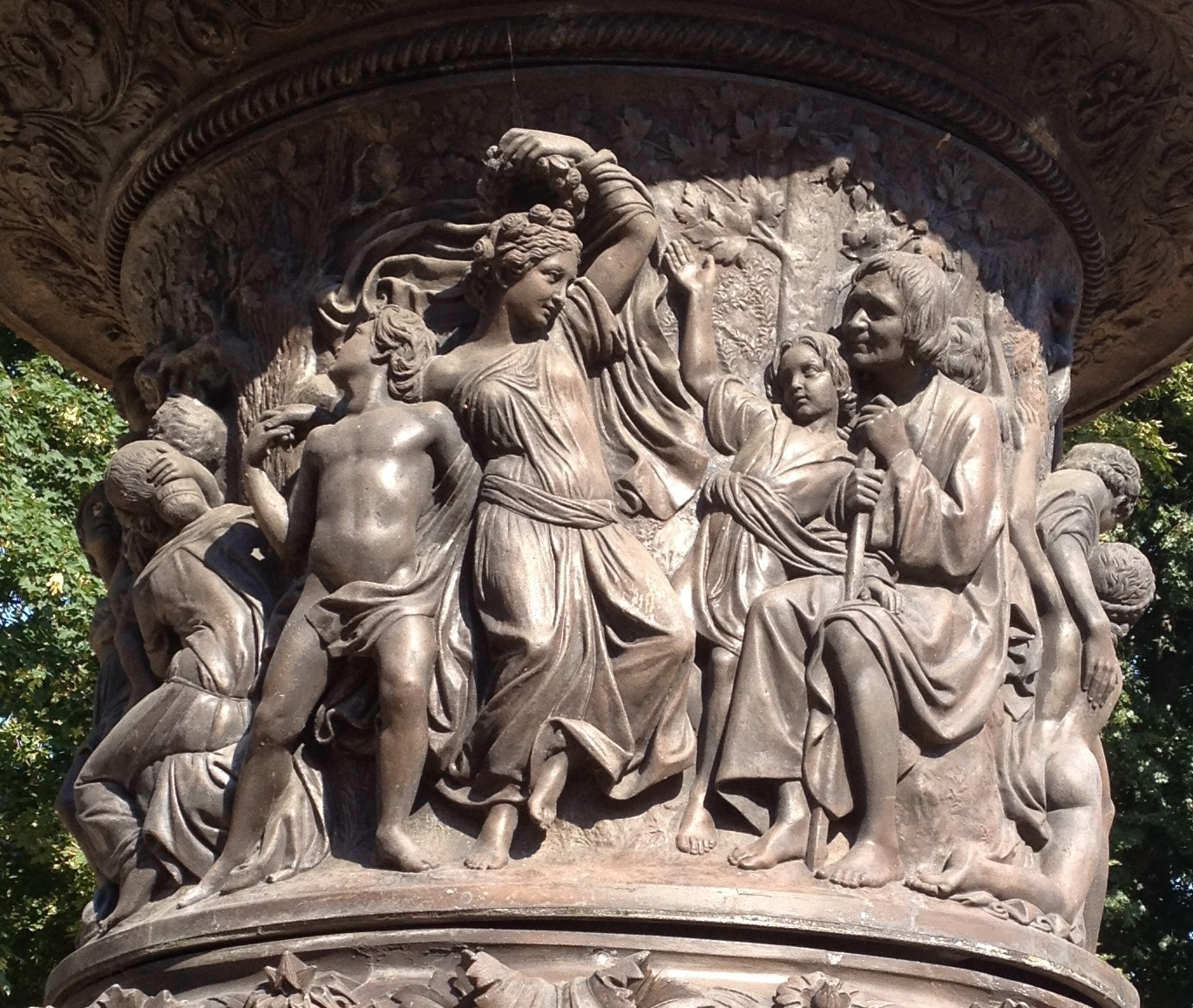
Drake-Vase in Bad Pyrmont, Detail
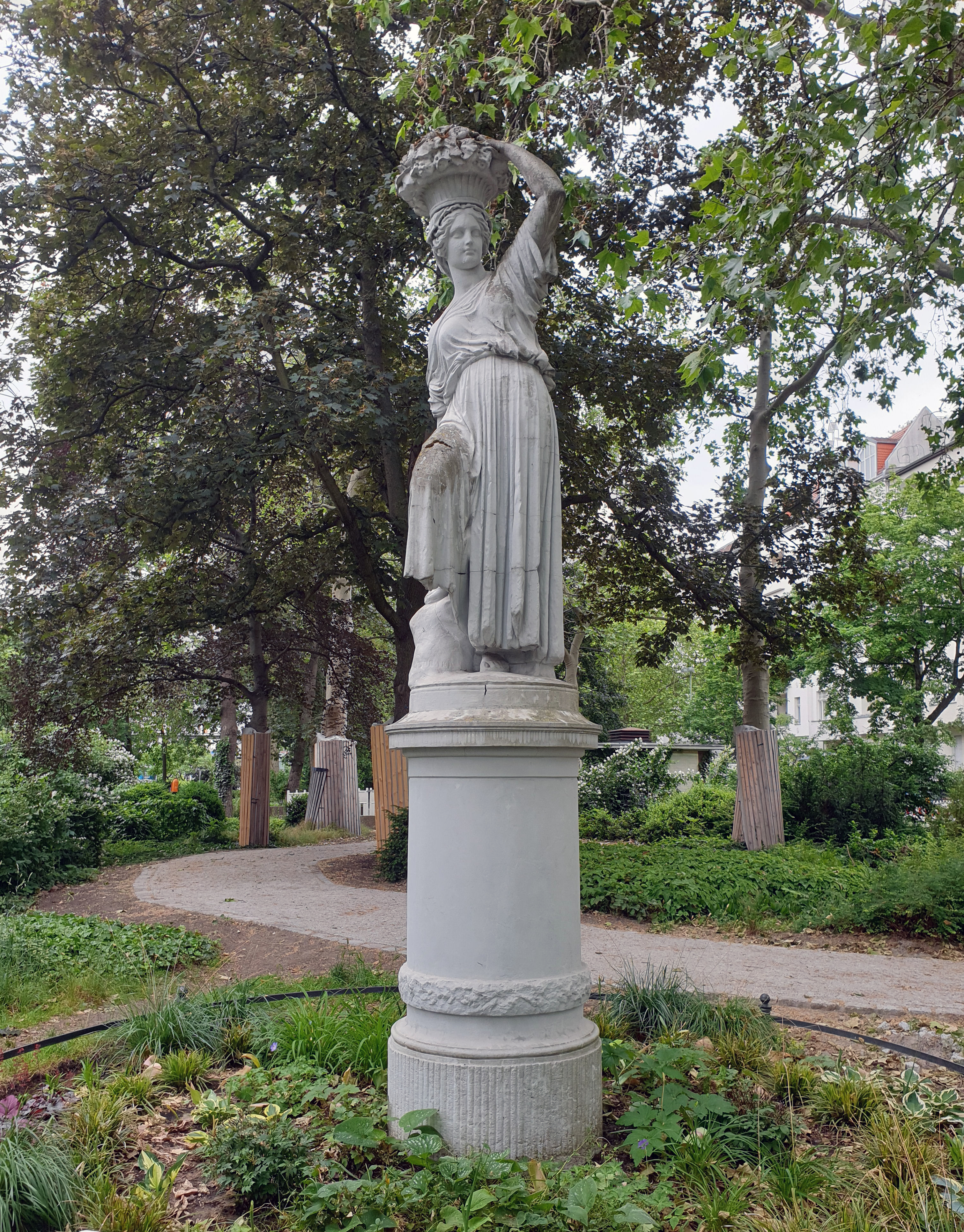
Winzerin in Berlin-Wilmersdorf (1854)

## Ehrungen

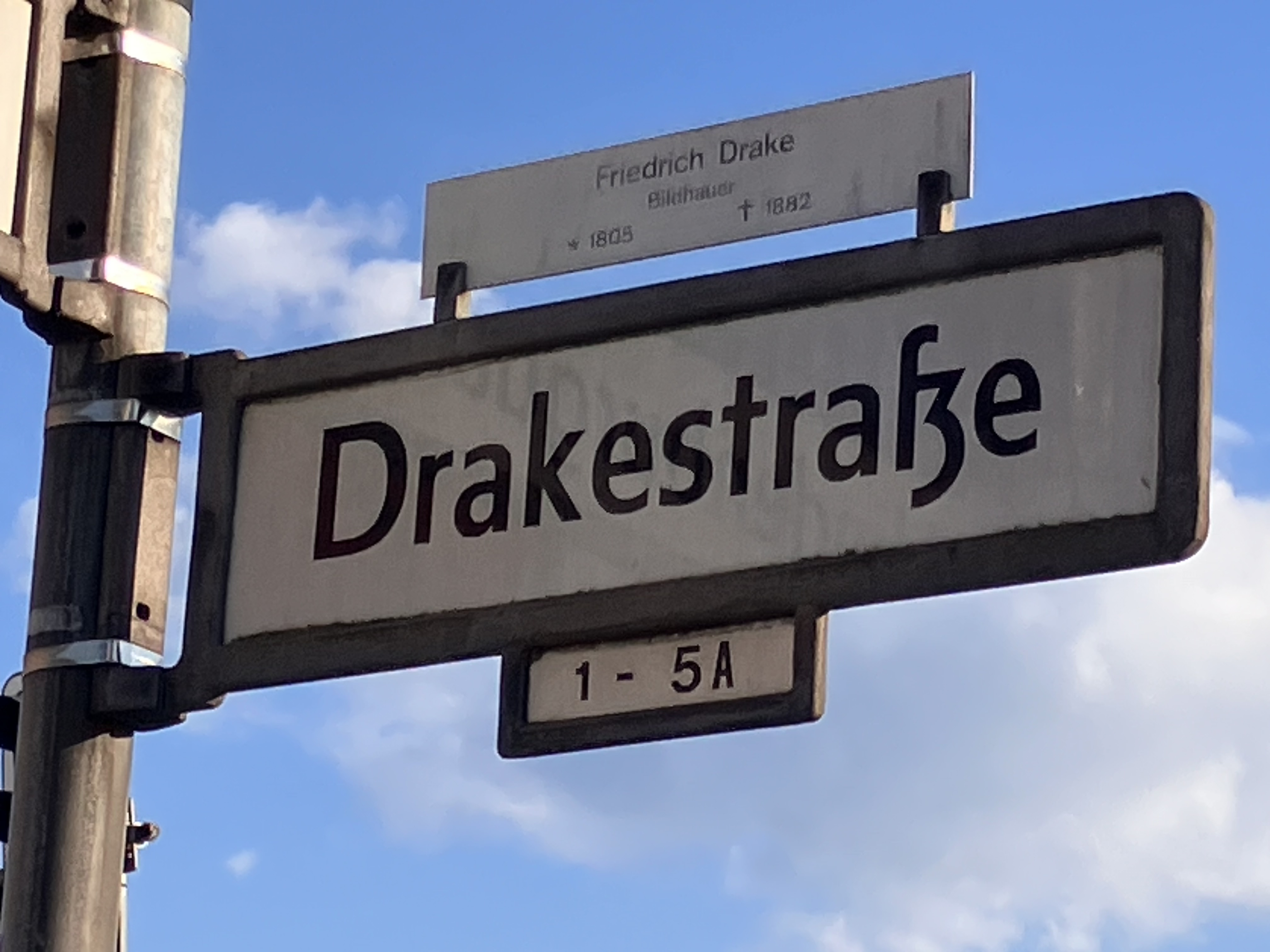
Straßenschild in Berlin-Lichterfelde mit erklärender Zusatztafel

- 1850 erhielt er den Roten Adlerorden mit Schleife.
- 1851 wurde ihm bei der Londoner Weltausstellung die 2. Preismedaille zuerkannt.
- 1854 verlieh ihm die Königlich Preußische Akademie der Künste die kleine goldene Medaille, gefolgt von der großen 1856.
- 1856 erteilte ihm eine internationale Jury in Paris das Ehrendiplom.
- 1858 nach der Errichtung des Denkmals für Johann Friedrich den Großmütigen erteilte ihm die Philosophische Fakultät der Universität Jena die Ehrendoktorwürde.
- 1866 wurde ihm zu Ehren eine Straße in der Villenkolonie Lichterfelde (heute im Bezirk Steglitz-Zehlendorf von Berlin) benannt,[7] im Jahr darauf eine weitere in Berlin-Tiergarten,[8] sowie 1920 noch eine in Berlin-Mahlsdorf.[9]
- 1866 Wahl zum assoziierten Mitglied der Académie royale des Sciences, des Lettres et des Beaux-Arts de Belgique.[10]
- 1867 nach dem Tod Peter von Cornelius war er Vice-Kanzler der Friedensklasse des Ordens Pour le Mérite.
- 1867 verlieh ihm Napoleon III., Kaiser der Franzosen, das Ritterkreuz der Ehrenlegion.
- 1870 wurde ihm der Bayerische Maximiliansorden für Wissenschaft und Kunst verliehen.
- 1870 wurde er als auswärtiges Mitglied in die Académie des Beaux-Arts aufgenommen.
- 1909 Benennung Drakestraße und Drakeplatz in Düsseldorf-Oberkassel.
- Sein Grab ist seit 1975 als Ehrengrab der Stadt Berlin gewidmet.
- 2014 öffnete im Berliner Ortsteil Lichterfelde im Bezirk Steglitz-Zehlendorf die Friedrich-Drake-Grundschule.